# The Garrison Triangle
The Garrison Triangle est un film muet américain réalisé par Thomas H. Ince et sorti en 1912.

## Fiche technique
- Réalisation : Thomas H. Ince
- Date de sortie :
  - États-Unis : 9 août 1912

## Distribution
- Edgar Keller
- Sky Eagle
- Ethel Grandin